# 야간열차 (1959년 영화)
《야간열차(Pociąg)》는 1959년 개봉한 폴란드의 스릴러 드라마 영화이다. 예지 카발레로비치가 감독하였으며, 루치나 빈니츠카, 레온 니엠치크, 테레사 슈미기엘루브나, 즈비그니에프 치불스키 등이 출연하였다. 발트해로 가는 야간열차에 탑승한 다채로운 승객들과 그들 간에 벌어지는 일들을 다루었다.

## 줄거리
휴일을 맞이해 발트해로 가는 야간열차에 다양한 사람들이 탑승한다. 사전에 표를 구입하지 못해 차장에게 직접 침대차 표를 산 예지(레온 니엠치크)는 16번 방을 배정받는다. 예지는 혼자 객실을 차지하기 위해 2명분의 표를 사지만 16번 방에는 이미 마르타(루치나 빈니츠카)라는 여성이 이미 들어와 있었다. 실랑이 끝에 예지와 마르타는 같이 객실을 쓰기로 결정한다. 변호사 남편과 사이가 좋지 않은 옆방의 여인(테레사 슈미기엘루브나)은 예지에게 계속 말을 걸고 마르타는 그녀를 사랑해 계속 따라오는 스타셰크(즈비그니에프 치불스키)와 사사건건 충돌한다. 기차가 목적지로 가는 동안 예지와 마르타는 서로 대화를 나눠가면서 관계를 발전시킨다.
밤새워 운행하던 기차는 느닷없이 평소에 정차하지 않던 곳에서 멈추는데, 사실 16번 방에 탑승한 승객은 아내를 살해하고 도주한 사람이기에 경찰이 그를 검거하기 위해서였다. 경찰이 예지를 검거하고 심문하는 동안 다른 승객들은 마르타에게 위험한 상황일 뻔했다고 말한다. 하지만 마르타는 한 남자가 원래 자신이 샀던 16번 방 표를 자신의 2등석 표와 바꿨다는 사실을 기억한다. 마르타의 증언으로 경찰은 진짜 수배자를 기차에서 발견하고, 승객들의 도움으로 수배자는 경찰에게 검거된다. 누명에서 벗어난 예지를 포함해 승객들은 발트해에 도착한다. 승객들은 모두 각자의 목적지로 가고, 차장은 남은 기차를 정리한다.

## 출연
- 루치나 빈니츠카 — 마르타
- 레온 니엠치크 — 예지
- 테레사 슈미기엘루브나 — 변호사의 아내
- 즈비그니에프 치불스키 — 스타셰크